# Diabete mellito gestazionale
Il diabete mellito gestazionale è una condizione caratterizzata da valori di glicemia oltre la norma, suggestivi di diagnosi di diabete, che si instaura durante la gravidanza in donne che, prima di essa, non erano diabetiche.
Il diabete gestazionale generalmente causa pochi sintomi , tuttavia aumenta il rischio di preeclampsia, depressione e di un parto cesareo.
I bambini nati da madri con diabete gestazionale scarsamente trattato sono ad aumentato rischio di nascere macrosomici, con basso livello di zucchero nel sangue dopo la nascita e ittero.
Se non trattato, può causare nascite premature. A lungo termine, i bambini sono più a rischio di sovrappeso e sviluppano il diabete di tipo 2.
Il diabete gestazionale è causato da insufficiente insulina nel contesto dell'insulino-resistenza. I fattori di rischio includono il sovrappeso, il diabete gestazionale in precedenza, una storia familiare di diabete di tipo 2 e la sindrome dell'ovaio policistico. La diagnosi è consentita tramite esami del sangue. Per quelli a rischio normale lo screening è raccomandato tra le 24 e le 28 settimane di gestazione. Per quelli a test ad alto rischio possono verificarsi alla prima visita prenatale.
La prevenzione consiste nel mantenere un peso sano e nell'esercizio fisico prima della gravidanza. Il diabete gestazionale è trattato con una dieta per diabetici, esercizio fisico e possibilmente iniezioni di insulina.

## Epidemiologia
Il diabete gestazionale si riscontra nel 7% circa delle gravide negli Stati Uniti. La maggior parte delle donne dopo la gravidanza ritorna alla normalità, ma rimane il rischio (dal 30 al 60%) che sviluppino diabete mellito nei successivi 10-20 anni.
È particolarmente comune negli ultimi tre mesi di gravidanza. Colpisce l'1% di quelli di età inferiore ai 20 anni e il 13% di quelli di età superiore ai 44 anni.  Un numero di gruppi etnici tra cui asiatici, indiani d'America, indigeni australiani e abitanti delle isole del Pacifico sono più a rischio. Nel 90% delle persone il diabete gestazionale si risolverà dopo la nascita del bambino. Le donne, tuttavia, sono ad aumentato rischio di sviluppare il diabete di tipo 2.

## Eziologia
La resistenza insulinica è associata alle alterazioni metaboliche caratteristiche delle fasi finali della gravidanza e l'aumentato bisogno di insulina (dovuto ai fabbisogni metabolici del feto) può indurre intolleranza glucidica nella madre e, talora, diabete.
Durante la seconda metá della gravidanza l´insulinoresistenza aumenta e con essa i livelli di zuccheri e aminoacidi nel sangue. Questo sembra dovuto ad aumenti dei livelli di cortisolo e progesterone. Gli zuccheri ed amminoacidi vengono utilizzati dal feto per crescere.

## Fattori di Rischio
I classici fattori di rischio per lo sviluppo del diabete gestazionale sono:
- Sindrome delle ovaio policistico
- Una precedente diagnosi di diabete gestazionale o prediabete, ridotta tolleranza al glucosio o alterata glicemia a digiuno
- Una storia familiare che rivela un parente di primo grado con diabete di tipo 2
- Età materna: il fattore di rischio di una donna aumenta man mano che invecchia (soprattutto per le donne sopra i 35 anni).
- Etnia (quelli con fattori di rischio più elevati includono afro-americani, afro-caraibici, nativi americani, ispanici, isolani del Pacifico e persone provenienti dall'Asia meridionale)
- Essere sovrappeso, obesi o gravemente obesi aumenta il rischio di un fattore 2.1, 3.6 e 8.6, rispettivamente.[4]
- Una gravidanza precedente che ha provocato un bambino con macrosomia (alto peso alla nascita:> 90 °centile o> 4000 g)
- Precedenti ostetrici
- Altri fattori di rischio genetici: ci sono almeno 10 geni in cui alcuni polimorfismi sono associati ad un aumentato rischio di diabete gestazionale, in particolare TCF7L2.[5]

Inoltre, le statistiche mostrano un rischio doppio di DMG nei fumatori . Anche la sindrome dell'ovaio policistico è un fattore di rischio , sebbene le prove pertinenti rimangano controverse . Alcuni studi hanno esaminato i fattori di rischio potenziali più controversi, come la bassa statura.
Circa il 40-60% delle donne con DMG non ha alcun fattore di rischio dimostrabile; per questo motivo molti difendono lo screening di tutte le donne.  In genere, le donne con DMG non manifestano sintomi (un altro motivo per lo screening universale), ma alcune donne possono dimostrare aumento della sete, aumento della minzione, affaticamento, nausea e vomito, infezioni della vescica, infezioni da lieviti e visione offuscata.

## Patofisiologia
I precisi meccanismi alla base del diabete gestazionale rimangono sconosciuti. Il segno distintivo del DMG è l'aumento della resistenza all'insulina. Si pensa che gli ormoni della gravidanza e altri fattori interferiscano con l'azione dell'insulina in quanto si lega al recettore dell'insulina. L'interferenza probabilmente si verifica a livello della via di segnalazione cellulare oltre il recettore dell'insulina. Poiché l'insulina favorisce l'ingresso del glucosio nella maggior parte delle cellule, l'insulino-resistenza impedisce al glucosio di entrare nelle cellule correttamente. Di conseguenza, il glucosio rimane nel flusso sanguigno, dove i livelli di glucosio aumentano. È necessaria più insulina per superare questa resistenza; circa 1,5-2,5 volte più insulina viene prodotta rispetto a una gravidanza normale.
La resistenza all'insulina è un fenomeno normale che emerge nel secondo trimestre di gravidanza, che nei casi di DMG progredisce successivamente ai livelli osservati in una persona non gravida con diabete di tipo 2. Si pensa di assicurare l'apporto di glucosio al feto in crescita. Le donne con DMG hanno un'insulino-resistenza che non possono compensare con un aumento della produzione nelle cellule beta del pancreas. Gli ormoni placentari, e in misura minore i depositi di grasso durante la gravidanza, sembrano mediare l'insulino-resistenza durante la gravidanza. Cortisolo e progesterone sono i principali colpevoli, ma anche il lattogeno placentare umano, la prolattina e l'estradiolo contribuiscono. L'analisi multivariata di regressione stepwise rivela che, in combinazione con altri ormoni placentari, la leptina, il fattore di necrosi tumorale alfa e la resistina sono coinvolti nella diminuzione della sensibilità insulinica che si verifica durante la gravidanza, con il fattore di necrosi tumorale alfa indicato come il più forte predittore indipendente di sensibilità all'insulina gravidanza. Una correlazione inversa con i cambiamenti nella sensibilità all'insulina dal tempo prima del concepimento fino alla tarda gestazione rappresenta circa la metà della varianza nella diminuzione della sensibilità all'insulina durante la gestazione: in altre parole, bassi livelli o alterazione dei fattori alfa del TNF corrisponde a una maggiore probabilità di, o predisposizione a, insulino-resistenza o sensibilità.
Non è chiaro il motivo per cui alcune donne non sono in grado di bilanciare il fabbisogno di insulina e sviluppare la patologia; tuttavia, sono state fornite una serie di spiegazioni, simili a quelle del diabete di tipo 2: autoimmunità, mutazioni di singoli geni, obesità e altri meccanismi.

### Meccanismi molecolari coinvolti nel Diabete Mellito Gestazionale
Sebbene la presentazione clinica del diabete gestazionale sia ben caratterizzata, il meccanismo biochimico alla base della malattia non è ben noto. Un meccanismo biochimico proposto prevede l'adattamento delle cellule beta produttrici di insulina controllato dalla via di segnalazione HGF / c-MET. L'adattamento delle cellule beta si riferisce al cambiamento che le cellule pancreatiche insulari subiscono durante la gravidanza in risposta agli ormoni materni al fine di compensare l'aumento dei bisogni fisiologici della madre e del bambino. Questi cambiamenti nelle cellule beta provocano un aumento della secrezione di insulina a seguito dell'aumento della proliferazione delle cellule beta HGF / c-MET è stato anche implicato nella rigenerazione delle cellule beta, il che suggerisce che l'HGF / c-MET può aiutare ad aumentare la massa delle cellule beta per compensare il fabbisogno di insulina durante la gravidanza. Studi recenti supportano che la perdita del sistema di HGF / c-MET che provoca un adattamento aberrante delle cellule beta.
c-MET è un recettore tirosin-chinasi (RTK) che viene attivato dal suo ligando, fattore di crescita degli epatociti (HGF) ed è coinvolto nell'attivazione di diversi processi cellulari. Quando HGF lega c-MET, il recettore omodimerizza e auto-fosforila per formare un dominio di riconoscimento SH2. I percorsi a valle attivati includono molecole di segnalazione comuni come RAS e MAPK, che influenzano la motilità cellulare, la motilità cellulare e la progressione del ciclo cellulare
Gli studi hanno dimostrato che l'HGF è un'importante molecola di segnalazione in situazioni di stress in cui è necessaria più insulina. La gravidanza causa un aumento della resistenza all'insulina e quindi una maggiore richiesta di insulina. Le cellule beta devono compensare ciò aumentando la produzione di insulina o proliferando. Se nessuno dei processi si verifica, vengono osservati i marcatori per il diabete gestazionale. È stato osservato che la gravidanza aumenta i livelli di HGF, mostrando una correlazione che suggerisce una connessione tra la via di segnalazione e l'aumento del fabbisogno di insulina. Infatti, quando non è presente alcuna segnalazione, il diabete gestazionale è più probabile che si verifichi.
L'esatto meccanismo di adattamento delle cellule beta regolato da HGF / c-MET non è ancora noto, ma ci sono diverse ipotesi su come le molecole di segnalazione contribuiscono ai livelli di insulina durante la gravidanza. c-MET può interagire con FoxM1, una molecola importante nel ciclo cellulare, poiché i livelli di FOXM1 diminuiscono quando c-MET non è presente. Inoltre, c-MET può interagire con p27 poiché i livelli di proteina aumentano con c-MET non è presente. Un'altra ipotesi afferma che il c-MET può controllare l'apoptosi delle cellule beta perché la mancanza di c-MET provoca un aumento della morte cellulare ma i meccanismi di segnalazione non sono stati chiariti.
Sebbene il meccanismo del controllo HGF / c-MET del diabete gestazionale non sia ancora ben compreso, esiste una forte correlazione tra la via di segnalazione e l'incapacità di produrre una quantità adeguata di insulina durante la gravidanza e quindi potrebbe essere l'obiettivo per il futuro diabetico terapie.
Poiché il glucosio viaggia attraverso la placenta attraverso la diffusione facilitata dal carrier GLUT1. Quest 'ultimo si trova sia nel sincizio-trofoblasto sia sulle membrane basali, queste membrane possono essere il limitante della velocità nel trasporto del glucosio placentare. Vi è un aumento di 2-3 volte nell'espressione dei trasportatori di glucosio sinciziotrofoblastici con il proseguire della gestazione . Infine, il ruolo del trasporto GLUT3 / GLUT4 rimane speculativo. Se il feto non è trattato viene esposto a livelli di glucosio costantemente più elevati, ciò porta ad un aumento dei livelli fetali di insulina (l'insulina non può attraversare la placenta). Gli effetti stimolanti la crescita di insulina possono portare a una crescita eccessiva e macrosomia. Dopo la nascita, l'alto livello di glucosio scompare, lasciando questi neonati con un'alta produzione di insulina e una suscettibilità ai bassi livelli di glucosio nel sangue (ipoglicemia).

## Diagnosi
Esistono vari test di screening e diagnostici per cercare alti livelli di glucosio nel plasma o nel siero in determinate circostanze.  Un test diagnostico per il DMG può essere utilizzato direttamente alla prima visita prenatale per una donna con una gravidanza ad alto rischio. (per esempio in quelle pazienti con sindrome dell'ovaio policistico o con acantosis nigricans).
I test della glicemia senza provocazione consistono nella misurazione di livelli di glucosio in campioni di sangue senza sottoporre il soggetto a soluzioni di glucosio. Un livello di glucosio nel sangue viene determinato durante il digiuno, 2 ore dopo un pasto o semplicemente in qualsiasi momento casuale.
Al contrario, i test di provocazione comportano l'assunzione di una soluzione di glucosio e la misurazione della concentrazione di glucosio successivamente nel sangue; nel diabete, tendono a rimanere alti.
La soluzione di glucosio ha un sapore molto dolce che alcune donne trovano spiacevole; a volte, quindi, vengono aggiunti aromi artificiali. Alcune donne possono sperimentare nausea durante il test, e molto più con livelli di glucosio più alti.
Il controllo glicemico deve essere effettuato dalla donna alla prima visita ginecologica. Una glicemia a digiuno superiore a 92–126 mg/dl pone diagnosi di diabete gestazionale. Se la paziente al primo controllo ha valori glicemici inferiori a 92 mg/dl si esclude tale diagnosi. La paziente dovrà successivamente essere sottoposta tra la 24ª e la 28ª settimana di gestazione a un test di carico orale di glucosio ( 75 g di glucosio per os e controllo della glicemia a tempo 0', 60', 120'). Valori di glicemia >92,> 180 >153 mg/dl, rispettivamente, consentono di porre diagnosi di diabete gestazionale.
L'International diabetes and Pregnancy Study Groups raccomanda che il diabete diagnosticato nella prima visita prenatale venga classificato come diabete franco.

## Prevenzione
La prevenzione consiste nel mantenere un peso sano e nell'esercizio fisico prima della gravidanza.  Il diabete gestazionale è trattato con una dieta, esercizio fisico ed eventualmente iniezioni di insulina per diabetici. La maggior parte delle donne è in grado di gestire la glicemia con una dieta ed esercizio fisico. I test della glicemia tra coloro che ne sono affetti sono spesso raccomandati quattro volte al giorno.  L'allattamento al seno è raccomandato il più presto possibile dopo la nascita.
Una revisione del 2015 ha rilevato che l'esercizio fisico moderato è efficace per la prevenzione del diabete gestazionale . In teoria, la cessazione del fumo può ridurre il rischio di diabete gestazionale tra i fumatori.

## Trattamento
Nei casi non gravi di diabete mellito gestazionale la terapia è dietetica: prevede la riduzione dell'apporto glucidico. In caso di patologia avanzata o complessa si ricorre, oltre al regime alimentare ipoglucidico, esclusivamente alla somministrazione di insulina data l'impossibilità di utilizzo di ipoglicemizzanti orali.